# Oedothorax legrandi
Oedothorax legrandi là một loài nhện trong họ Linyphiidae.
Loài này thuộc chi Oedothorax. Oedothorax legrandi được Rudy Jocqué miêu tả năm 1985.